# Denis Langaskens
Denis Langaskens (* 20. September 1966 in Ostende) ist ein ehemaliger belgischer Tennisspieler.

## Leben
Langaskens stand 1984 beim Juniorenturnier der French Open durch seine Siege über Thierry Champion und Patrick McEnroe im Achtelfinale. Im darauf folgenden Jahr wurde er Tennisprofi. Seine Karriere spielte sich vor allem im Herrendoppel auf der ATP Challenger Tour ab. Nach einigen Finalteilnahmen, darunter 1988 mit Arnaud Boetsch in Casablanca sowie 1989 mit Paul Haarhuis in Porto und Raleigh gelangen ihm im August 1989 seine beiden Doppeltitel. Als Lokalmatadoren gewannen er und Xavier Daufresne in Knokke und Odrimont. Seine höchste Notierung in der Tennis-Weltrangliste erreichte er 1988 mit Position 334 im Einzel sowie 1989 mit Position 157 im Doppel. Für ein Grand-Slam-Turnier konnte er sich nie qualifizieren.
Langaskens spielte von 1987 bis 1990 acht Einzel sowie sieben Doppelpartien für die belgische Davis-Cup-Mannschaft. Hierbei gelangen ihm 6:2 Siege im Einzel, die Bilanz im Doppel war dagegen mit 3:4 negativ.

## Turniersiege
| Legende                                               |
| Grand Slam                                            |
| Tennis Masters Cup                                    |
| ATP Masters Series                                    |
| ATP Championship Series ATP International Series Gold |
| ATP World Series ATP International Series             |
| ATP Challenger Series (3)                             |

### Doppel
| Nr. | Datum              | Turnier  | Belag | Partner          | Finalgegner                         | Ergebnis |
| --- | ------------------ | -------- | ----- | ---------------- | ----------------------------------- | -------- |
| 1.  | 12. September 1988 | Budapest | Sand  | Eduardo Masso    | Peter Bastiansen Peter Flintsø      | 6:4, 7:5 |
| 2.  | 7. August 1989     | Knokke   | Sand  | Xavier Daufresne | Karel Demuynck Libor Pimek          | 7:5, 6:2 |
| 3.  | 14. August 1989    | Odrimont | Sand  | Xavier Daufresne | Per Henricsson Srinivasan Vasudevan | 6:4, 6:2 |